# Wassy
Wassy település Franciaországban, Haute-Marne megyében. Lakosainak száma 2776 fő (2022. január 1.). Wassy Attancourt, Bailly-aux-Forges, Brousseval, Laneuville-à-Rémy, Louvemont, Magneux, Montreuil-sur-Blaise, Troisfontaines-la-Ville, Vaux-sur-Blaise és Voillecomte községekkel határos.

## Népesség
A település népessége az elmúlt években az alábbi módon változott:
| Lakosok száma | 3286 | 3316 | 3291 | 3097 | 2891 | 2894 | 2905 | 2819 | 2780 | 2776 |
|               | 1968 | 1982 | 1990 | 2006 | 2013 | 2015 | 2017 | 2019 | 2020 | 2022 |